# Priyadasi

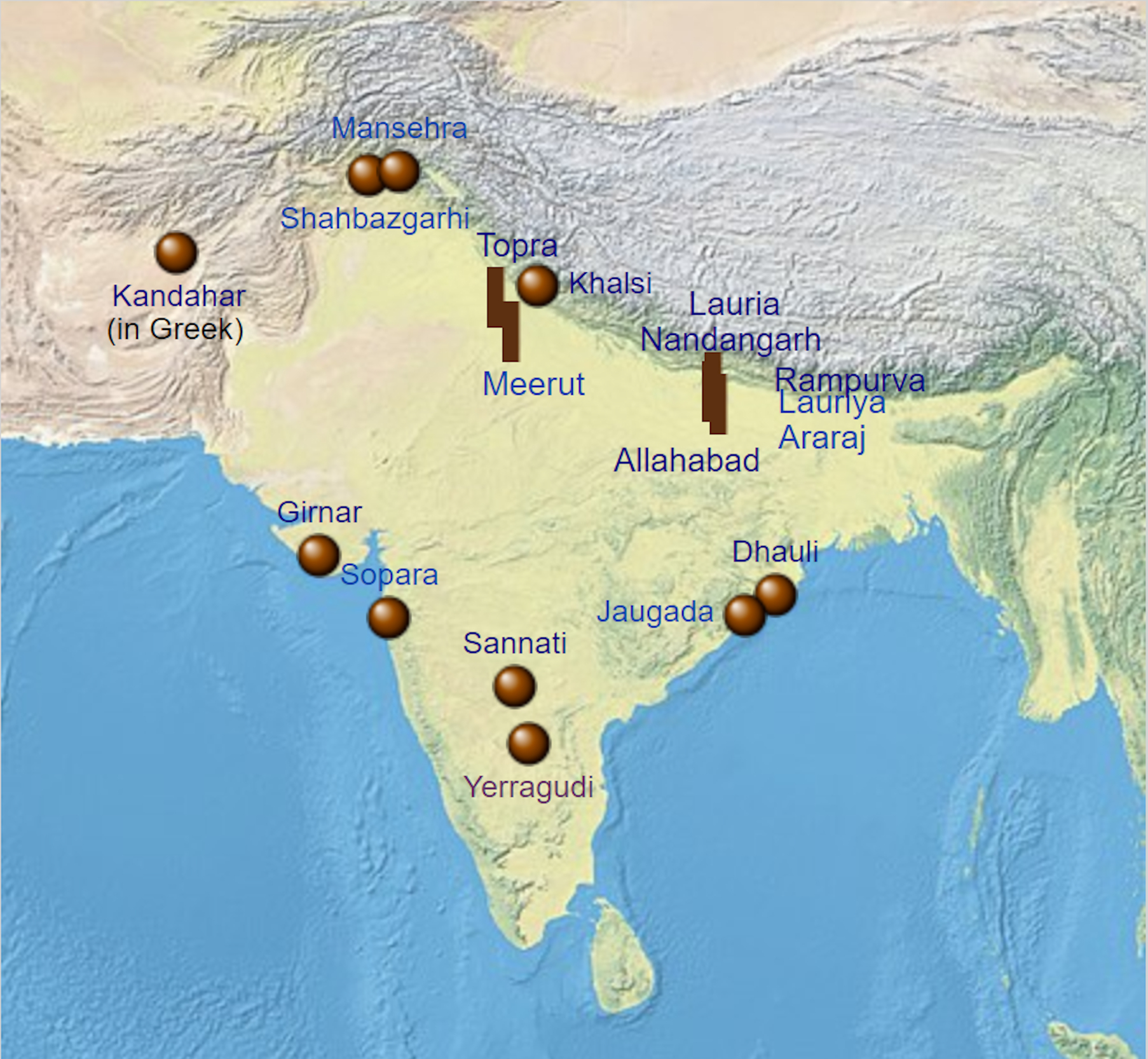

Priyadasi, también Piyadasi o Priyadarsin (en escritura bráhmica: 𑀧𑀺𑀬𑀤𑀲𑀺 piyadasi, en arameo: 𐡐𐡓𐡉𐡃𐡓𐡔‎, romanizado: Prydrš), era el nombre de un gobernante en la Antigua India, o simplemente un epíteto honorífico que significa «El que mira a los demás con amabilidad», «Humano», «El que mira amablemente».
El título "Priyadasi" aparece repetidamente en las antiguas inscripciones conocidas como los Edictos Principales sobre Roca o los Edictos Principales de los Pilares, donde se utiliza generalmente junto con el título Devanampriya (“amado de los dioses”) en la fórmula "Devanampriya Priyadasi". Algunas de las inscripciones utilizan más bien el título "Rajan Priyadasi" ("Rey Priyadarsi"). También aparece en griego en el Edicto bilingüe de Kandahar (c. 260 a. C.), al nombrar al autor de la proclamación como βασι[λ]εὺς Πιοδασσης ("Basileos Piodassēs") y en arameo en el mismo edicto como «nuestro señor, el rey Priyadasin» (en arameo: 𐡐𐡓𐡉𐡃𐡓𐡔‎), hebreo moderno:  פרידארש pryd’rš).
Según Christopher Beckwith, Priyadasi podría ser simplemente el nombre propio de un antiguo rey indio, autor de las inscripciones de los Edictos Principales sobre Roca o de los Edictos Principales de los Pilares, al que identifica probablemente como hijo de Chandragupta Maurya, también conocido en la fuente griega como Amitócrates.
James Prinsep había identificado originalmente a Priyadasi con el rey de Ceilán Devanampiya Tissa. Sin embargo, en 1837, George Turnour descubrió una versión siamesa del manuscrito de Sri Lanka Dipavamsa, o "Crónica de la isla", que asociaba a Piyadasi con la primitiva dinastía Maurya: «Doscientos dieciocho años después de la beatitud de Buda, fue la inauguración de Piyadassi, .... quien, nieto de Chandragupta Maurya, e hijo de Bindusara, era a la sazón gobernador  ujjainí de Dipavamsa».
Se supuso entonces que este Priyadasi, siendo un maurya, era probablemente el Ásoka de los relatos budistas. Debido a la asociación en el Dipavamsa, se cree que el título "Priyadasi" fue utilizado por el emperador indio Ásoka (r. 269-233 a. C.) en sus inscripciones (los Edictos de Ashoka).
En las inscripciones, el título "Priyadarsin" se asocia a menudo con el título Devanampriya (“amado de los dioses”). Por separado, el título también aparece en Devanampriya junto con el nombre "Ásoka", como en la inscripción del Edicto Menor sobre Roca descubierta en Maski, que asocia a Ásoka con Devanampriya:

[Una proclamación] de Devanampriya Ásoka.

(Han pasado) dos años y medio [y algo más] desde que soy un Buda-Sakya.

[Ha pasado un año y] algo más [desde que] visité el Samgha y mostré celo.

Aquellos dioses que antes no estaban mezclados (con los hombres) en Jambudvipa, ahora se han mezclado (con ellos).

Este objetivo puede ser alcanzado incluso por una (persona) humilde y devota de la moralidad.

No se debe pensar así, (es decir,) que sólo una (persona) exaltada puede alcanzar esto.

Tanto a los humildes como a los exaltados se les debe decir: "Si actúas así, este asunto (será) próspero y de larga duración, y así progresará hasta un año y medio.
Inscripción Maski de Ásoka.